# 日本南画院
公益社団法人日本南画院（こうえきしゃだんほうじん にっぽんなんがいん）は、日本最大の水墨画団体。会員数は約1,500名。

## 概略
1896年（明治29年）、東京において児玉果亭、野口小蘋、小室翠雲、松林桂月により「日本南画会」が、京都においては田能村直入、富岡鐵斎によって「日本南画協会」が設立された。その後1921年（大正10年）、三井飯山、河野秋邨、小室翠雲、池田桂仙、水田竹圃、矢野橋村らにより最初の「日本南画院」が創立され全国の南画家が結集した。現在の社団法人は1959年（昭和34年）5月8日、京都において松林桂月、矢野橋村、河野秋邨が中心となって結成されたものである。

## 日本南画院展
毎年3月から4月にかけて、国立新美術館（東京展）・京都市美術館（京都展）・大阪市立美術館（大阪展）で開催されている。

## 所在地
- 本部 - 〒602-0853　京都府京都市上京区河原町通荒神口上る西側宮垣町８３　電話・FAX　072-252-6675・072-252-6676
- 東京支部 - 〒368‐0051　埼玉県秩父市中村町４‐１１‐２　猪俣　須美　方　電話・FAX　0494-22-1106
- 京都支部 - 〒520‐0051　滋賀県大津市梅林２－３－２６　黒川　詇子　方　電話・FAX　077-527-2268
- 大阪支部 - 〒535‐0002　大阪府大阪市旭区大宮４-４-１３　月居　和子　方　電話・FAX　06-6951-1129